# Светско првенство у решавању шаховских проблема
Светско првенство у решавању шаховских проблема (WCSC, енг. World Chess Solving Championship) је годишње такмичење у решавању шаховских проблема
које организује Светска федерација за проблемски шах - WFCC, раније Стална комисија ФИДЕ за проблемски шах (ПЦЦЦ) .
Учесници морају да реше низ шаховских проблема различитог типа за одређено време. Поени се додељују за свако исправно решење. Такмичари се рангирају на основу два критеријума.
Први, основни - примарни критеријум је укупан број поена, а други, допунски - секундарни је мање утрошено укупно време.

## Формат
Турнир траје два дана, са по три кола дневно, у складу са следећом табелом:
- 1. Коло - 3 двопотеза, време решавања је 20 минута
- 2. Коло - 3 тропотеза, време решавања је 60 минута
- 3. Коло - 3 шаховске студије, време решавања је 100 минута
- 4. Коло - 3 помоћна мата, време решавања је 50 минута
- 5. Коло - 3 вишепотеза, време решавања је 80 минута
- 6. Коло - 3 самомата, време решавања је 50 минута

Паузе између кола трају 15 минута, тако да је трајање такмичења 3 и по сата по дану, а укупан број проблема је 18. Комплетно решење доноси максимално
5 поена по проблему. Укупан, максималан, број поена је 90, а максимално време је 360 минута.

## Секције
- Екипно првенство - да би светско првенство било признато мора да учествује најмање седам екипа из седам различитих земаља.

```
Екипу чине три такмичара (минимално два), а резултат екипе у једном колу једнак је збиру два боља појединачна резултата. 
Коначан резултат је збир резултата у сваком колу. Просечан број екипа на светским првенствима је 20.
```

- Појединачно првенство - да би појединачно светско првенство било званично признато, мора да учествује најмање 30 решавача из најмање 10 различитих земаља.

```
Просечан број учесника је преко 70. Сваки члан екипе истовремено учествује и као појединац.
```

- Жене, јуниори (старости до 23 године) и сениори (старији од 60 година) - Свако од ових такмичења захтева 10 решавача из бар 7 земаља.

## Рејтинг

### Формуле
За рачунање рејтинга играча који нема рејтинг, претходно му се додељује привидан рејтинг:
- Привидан рејтинг = (Просечан рејтинг турнира) x (играчев резултат / Просечан резултат турнира)

За играче који имају рејтинг од раније, следећа формула показује како им се одређује нови рејтинг.
- Нови рејтинг = (Стари рејтинг) + (KT) x (Играчев резултат - (Просечан резултат x Стари рејтинг / Просечан стари рејтинг турнира))

KT = Коефицијент турнира (У распону од 4 до 1 у зависности од јачине конкуренције)
Рејтинг листа решавача објављује се четири пута годишње:
- 1. јануара,
- 1. априла,
- 1. јула, и
- 1. октобра

### Важећа рејтинг листа
Десет најбољих решавача по рејтингу, 1. октобар 2016.
1. ВМ Грегориј Јевсејев,  Русија 2785
2. Андреј Журављов,  Русија 2757
3. ВМ Пјотр Мурђа,  Пољска 2705
4. ВМ Кацпер Пјорун,  Пољска 2684
5. ВМ Рам Софер,  Израел 2667
6. ВМ Џон Нан,  Велика Британија 2641
7. ВМ Еди ван Берс,  Белгија 2613
8. ВМ Офер Комај,  Израел 2599
9. ВМ Арно Цуде,  Немачка 2595
10. ИМ Силвио Бајер,  Немачка 2590

Шесторица најбољих решавача Србије по рејтингу, 1. октобар 2016.
1. ВМ Владимир Подинић, 2575
2. ВМ Марјан Ковачевић, 2570
3. ВМ Миодраг Младеновић, 2568
4. ВМ Бојан Вучковић, 2561
5. ФМ Срећко Радовић, 2339
6. ФМ Бранислав Ђурашевић, 2288

Најбољи решавачи Србије до данас (максимални рејтинг):
1. ВМ Марјан Ковачевић, 2697
2. ВМ Бојан Вучковић, 2671
3. ВМ Владимир Подинић, 2643
4. ВМ Миодраг Младеновић, 2640
5. ВМ Милан Велимировић (+), 2586
6. ФМ Срећко Радовић, 2390,
7. ФМ Бранислав Ђурашевић, 2356
8. М Борислав Гађански, 2336
9. М Игор Спирић, 2286
10. М Горан М. Тодоровић, 2230

## Победници и освајачи медаља на светским првенствима
| №  | Датум           | Домаћин         | Земља            |                         | Екипно                                      | Појединачно                                         |
| -- | --------------- | --------------- | ---------------- | ----------------------- | ------------------------------------------- | --------------------------------------------------- |
| 1  | 9.-10.9.1977.   | Малинска        | Југославија      | Злато · Сребро · Бронза | Финска · Израел · Југославија               | Паули Перконоја, Роланд Бајер, Јаков Владимиров,    |
| 2  | 3.-4.9.1978.    | Кентербери      | Велика Британија | Злато · Сребро · Бронза | Финска · Југославија · Израел               | Паули Перконоја, Џон Нан, Uri Avner,                |
| 3  | 12.-13.7.1979.  | Хивинке         | Финска           | Злато · Сребро · Бронза | Западна Немачка · Финска · Бугарска         | Карел Ангелов, Паули Перконоја, Херберт Ланг,       |
| 4  | 3.-4.9.1980.    | Блед            | Југославија      | Злато · Сребро · Бронза | Израел · Финска · Југославија               | Офер Комај, Паули Перконоја, Милан Велимировић,     |
| 5  | 11.-12.8.1981.  | Арнем           | Холандија        | Злато · Сребро · Бронза | Финска · Југославија · Западна Немачка      | Паули Перконоја, Марјан Ковачевић, Милан Вукчевић,  |
| 6  | 10.-11.9.1982.  | Варна           | Бугарска         | Злато · Сребро · Бронза | Југославија · Западна Немачка · Холандија   | Паули Перконоја, Милан Велимировић, Франк Висбен,   |
| 7  | 1.-2.9.1983.    | Бат Јам         | Израел           | Злато · Сребро · Бронза | Финска · Југославија · Западна Немачка      | Роланд Бајер, Кари Валтонен, Паули Перконоја,       |
| 8  | 22.-23.8.1984.  | Сарајево        | Југославија      | Злато · Сребро · Бронза | Финска · Југославија · Западна Немачка      | Кари Валтонен, Милан Велимировић, Паули Перконоја,  |
| 9  | 18.-19.9.1985.  | Рићоне          | Италија          | Злато · Сребро · Бронза | Финска · Израел · Велика Британија          | Офер Комај, Паули Перконоја, Грејам Ли,             |
| 10 | 11.-12.7.1986.  | Фонтне су Боа   | Француска        | Злато · Сребро · Бронза | Велика Британија · Финска · Израел          | Паули Перконоја, Џонатан Местел, Грејам Ли,         |
| 11 | 25.-26.8.1987.  | Грац            | Аустрија         | Злато · Сребро · Бронза | Западна Немачка · Југославија · Финска      | Мишел Кајо, Марјан Ковачевић, Паули Перконоја,      |
| 12 | 27.-28.8.1988.  | Будимпешта      | Мађарска         | Злато · Сребро · Бронза | Западна Немачка · Финска · Велика Британија | Михаел Пфанкухе, Паули Перконоја, Роланд Бајер,     |
| 13 | 22.-23.8.1989.  | Борнмут         | Велика Британија | Злато · Сребро · Бронза | СССР · Западна Немачка · Финска             | Георги Јевсејев, Арно Цуде, Паули Перконоја,        |
| 14 | 25.-26.9.1990.  | Бенидорм        | Шпанија          | Злато · Сребро · Бронза | Велика Британија · СССР · Западна Немачка   | Георги Јевсејев, Џонатан Местел, Сергеј Румјанцев,  |
| 15 | 6.-7.8.1991.    | Ротердам        | Холандија        | Злато · Сребро · Бронза | СССР · Западна Немачка · Финска             | Георги Јевсејев, Арно Цуде, Марјан Ковачевић,       |
| 16 | 25.-26.8.1992.  | Бон             | Немачка          | Злато · Сребро · Бронза | Русија · Финска · Француска                 | Паули Перконоја, Сергеј Румјанцев, Георги Јевсејев, |
| 17 | 31.8.-1.9.1993. | Братислава      | Словачка         | Злато · Сребро · Бронза | Немачка · Финска · Израел                   | Михаел Пфанкухе, Паули Перконоја, Хари Хурме,       |
| 18 | 26.-27.7.1994.  | Белфор          | Француска        | Злато · Сребро · Бронза | Немачка · Велика Британија · Француска      | Арно Цуде, Мишел Кајо, Џонатан Местел,              |
| 19 | 25.-26.7.1995.  | Турку           | Финска           | Злато · Сребро · Бронза | Финска · СР Југославија · Израел            | Паули Перконоја, Офер Комај, Арно Цуде,             |
| 20 | 15.-16.10.1996. | Тел Авив        | Израел           | Злато · Сребро · Бронза | Израел · Немачка · СР Југославија           | Ноам Елкјес, Арно Цуде, Рам Софер,                  |
| 21 | 9.-10.9.1997.   | Пула            | Хрватска         | Злато · Сребро · Бронза | Израел · Немачка · Велика Британија         | Џонатан Местел, Михаел Пфанкухе, Ноам Елкјес,       |
| 22 | 28.-29. 7.1998. | Санкт Петербург | Русија           | Злато · Сребро · Бронза | Израел · Русија · Украјина                  | Георги Јевсејев, Валери Копил, Рам Софер,           |
| 23 | 26.-27.10.1999. | Нетања          | Израел           | Злато · Сребро · Бронза | Русија · Немачка · Израел                   | Офер Комај, Сергеј Румјанцев, Јорма Павилаинен,     |
| 24 | 5.-6.9.2000.    | Пула            | Хрватска         | Злато · Сребро · Бронза | Немачка · СР Југославија · Словачка         | Мишел Кајо, Борис Тумес, Александр Ажусин,          |
| 25 | 31.7.-1.8.2001. | Вагенинген      | Холандија        | Злато · Сребро · Бронза | Израел · Финска · Пољска                    | Јорма Павилаинен, Пјотр Мурђа, Борис Тумес,         |
| 26 | 3.-4.9.2002.    | Порторож        | Словенија        | Злато · Сребро · Бронза | Немачка · Финска · Израел                   | Пјотр Мурђа, Арно Цуде, Џонатан Местел,             |
| 27 | 29.-30.7.2003.  | Москва          | Русија           | Злато · Сребро · Бронза | Русија · Немачка · Финска                   | Андреј Селиванов, Георги Јевсејев, Долф Висман,     |
| 28 | 7.-8.9.2004.    | Халкидики       | Грчка            | Злато · Сребро · Бронза | Израел · Велика Британија · Финска          | Џон Нан, Пјотр Мурђа, Рам Софер,                    |
| 29 | 6.-7.9.2005.    | Еретрија        | Грчка            | Злато · Сребро · Бронза | Велика Британија · Израел · Финска          | Пјотр Мурђа, Џон Нан, Џонатан Местел,               |
| 30 | 1.-2.8.2006.    | Вагенинген      | Холандија        | Злато · Сребро · Бронза | Велика Британија · Пољска · Израел          | Пјотр Мурђа, Јорма Павилаинен, Џон Нан,             |
| 31 | 16.-17.10.2007. | Родос           | Грчка            | Злато · Сребро · Бронза | Велика Британија · Русија · Немачка         | Џон Нан, Георги Јевсејев, Пјотр Мурђа,              |
| 32 | 2.-3.9.2008.    | Јурмала         | Летонија         | Злато · Сребро · Бронза | Русија · Немачка · Пољска                   | Пјотр Мурђа, Георги Јевсејев, Михаел Пфанкухе,      |
| 33 | 13.-14.10.2009. | Рио де Жанеиро  | Бразил           | Злато · Сребро · Бронза | Пољска · Немачка · Русија                   | Пјотр Мурђа, Георги Јевсејев, Арно Цуде,            |
| 34 | 19.-20.10.2010. | Крит            | Грчка            | Злато · Сребро · Бронза | Пољска · Русија · Немачка                   | Џон Нан, Пјотр Мурђа, Михаел Пфанкухе,              |
| 35 | 23.-24.8.2011.  | Јези, Анкона    | Италија          | Злато · Сребро · Бронза | Пољска · Велика Британија · Србија          | Кацпер Пјорун, Џон Нан, Пјотр Мурђа,                |
| 36 | 17.-18.9.2012.  | Кобе            | Јапан            | Злато · Сребро · Бронза | Пољска · Немачка · Русија                   | Пјотр Мурђа, Арно Цуде, Кацпер Пјорун,              |
| 37 | 24-25.09.2013.  | Батуми          | Грузија          | Злато · Сребро · Бронза | Пољска · Немачка · Србија                   | Пјотр Мурђа, Арно Цуде, Кацпер Пјорун,              |
| 38 | 26-27.08.2014.  | Берн            | Швајцарска       | Злато · Сребро · Бронза | Пољска · Азербејџан · Израел                | Кацпер Пјорун, Пјотр Мурђа, Бојан Вучковић,         |
| 39 | 4-5.08.2015.    | Острода         | Пољска           | Злато · Сребро · Бронза | Пољска · Велика Британија · Србија          | Кацпер Пјорун, Џон Нан, Јорма Павилаинен,           |
| 40 | 2-3.8.2016.     | Београд         | Србија           | Злато · Сребро · Бронза | Пољска · Литванија · Србија                 | Кацпер Пјорун, Пјотр Мурђа, Марјан Ковачевић,       |
| 41 | 5-12.8.2017.    | Дрезден         | Немачка          | Злато · Сребро · Бронза |                                             |                                                     |

## Српски проблемисти на светским првенствима
У периоду од 1977. до 2015. године, 12 решавача из Србије је учествовало на неком од 39 светских првенстава.
Двоструки велемајтор проблемског шаха (у шаховској композицији и у решавању) и троструки светски првак у најпопуларнијој проблемској врсти - двопотезима, Марјан Ковачевић, апсолутни је рекордер по броју учешћа. Једини у свету је учесник свих светских првенстава у решавању проблема. Сваке године, тридесет девет пута, надметао се са најбољим решавачима света. Увек је био и репрезентативац СФРЈ, СРЈ, СЦГ или Србије, сем у периоду од 3 године (1992-1994), када је Југославија била под санкцијам, тада је наступао појединачно. Овај податак из његове биографије је за "Гиниса", јер је тешко и претпоставити да се још неко у било којој области такмичио сваке године на светским првенставима у времену од скоро пуне четири деценије!
У табели су дати сви учесници светских првенстава из Србије, број наступа, колико пута су били чланови репрезентације, освојене медаље и најбољи пласман
- ВМ Марјан Ковачевић - 40 x појединачно (2 x , 2 x  ), 37 x екипно (1 x , 7 x , 6 x ) , 2 место (1981,1987)
- ВМ Милан Велимировић - 19 x појединачно (2 x , 1 x  ), 19 x екипно (1 x , 6 x , 3 x ) , 2 место (1982,1984)
- ВМ Владимир Подинић - 12 x појединачно, 12 x екипно (3 x ) , 4 место (2009)
- ВМ Миодраг Младеновић - 9 x појединачно, 7 x екипно (3 x , 1 x ) , 5 место (1993,1995)
- ВМ Бојан Вучковић - 7 x појединачно (1 x ), 7 x екипно (4 x ) , 3 место (2014)
- М Борислав Гађански - 9 x појединачно, 5 x екипно (1 x ), 22. место (1997)
- ФМ Бранислав Ђурашевић - 5 x појединачно, 4 x екипно, 18. место (1989)
- ФМ Срећко Радовић - 4 x појединачно, 4 x екипно (1 x ), 14. место (2003)
- М Игор Спирић - 2 x појединачно, 1 x екипно, 44. место (2003)
- М Миодраг Радомировић - 3 x појединачно, 1 x екипно, 60. место (2005)
- М Горан М. Тодоровић - 1 x појединачно, 38. место (1993)
- Живојин Перовић - 1 x појединачно, јуниор,  70. место (2016)
- Марко Ложајић - 1 x појединачно, јуниор,  82. место (2016)
- Никола Петковић - 1 x појединачно као јуниор, 2003, ван конкуренције

Од 1982. до 1991. у репрезентацији Југославије су били и решавачи ван Србије: Марко Класинц (Словенија) 4 пута (једна златна и једна сребрна екипна медаља), Фадил Абдурахмановић (БиХ) 1 (сребрна медаља), Живко Јаневски (Македонија) 2, Митја Укмар (Словенија) 1 и Зденко Кукавица (БиХ) 1 x репрезентативац